# Anna Komnena
Anna Komnena (ur. 1 grudnia 1083, zm. między 1153–1155) – autorka Aleksjady, dzieła opisującego panowanie jej ojca, cesarza Bizancjum Aleksego I Komnena.
Anna była pierworodną córką cesarza Aleksego I Komnena i Ireny Dukeny. Zaręczona po urodzeniu z Konstantynem Angelosem Dukasem, była zrazu przeznaczona do objęcia władzy po ojcu. Po przyjściu na świat jej brata Jana, zaręczyny zostały zerwane. W wieku trzynastu lat została wydana za wiernego współpracownika cesarza Nicefora Bryenniosa. Po śmierci ojca w 1118 roku, wspólnie z matką, podjęła próbę obalenia rządów brata i wyniesienia na tron swego męża. Po wykryciu spisku została wraz z matką osadzona w klasztorze. W okresie pobytu w klasztorze skupiła wokół siebie grono uczonych i pisarzy. Po śmierci męża w 1137 roku, podjęła się kontynuacji rozpoczętego przezeń dzieła opisu panowania Aleksego I Komnena. Jej praca, której nadała tytuł Aleksjada, należy do wybitnych osiągnięć historiografii bizantyńskiej.

## Życiorys

### Młodość
Anna była pierworodną córką Aleksego I Komnena, cesarza bizantyńskiego (1081–1118), oraz Ireny Dukeny. Urodziła się w czasie wojny jej ojca z Normanami, 1 grudnia 1083 roku. Poród odbył się w sali pałacowej zwanej Purpurową (gr. Πορφυρα), przysługiwał jej więc tytuł księżniczki urodzonej w purpurze (Porphyrogenety). Wkrótce po urodzeniu została zaręczona z Konstantynem Angelosem Dukasem, ojciec wypełnił w ten sposób zobowiązania wobec wpływowego rodu Dukasów. Jako następczyni tronu, wraz z przyszłym mężem była wymieniana w aklamacjach, przysługiwało jej prawo noszenia diademu cesarskiego. Do ósmego roku życia wychowywała się wedle bizantyńskiego zwyczaju w pałacu swojej przyszłej teściowej Marii. Zdobyła bardzo rozległe wykształcenie w zakresie historii, geografii, filozofii i literatury, retoryki, teologii, prawa kanonicznego, matematyki, medycyny. Doskonale poznała Biblię, jak  i klasyków greckiej literatury: poematy Homera, traktaty Arystotelesa, dialogi Platona, Dzieje Herodota, Wojnę peloponeską Tukidydesa, Mowy Demostenesa, dzieła Polibiusza, Plutarcha, Porfiriusza, Teofilakta Symokatty, Michała Psellosa. Płakała nad tragediami Sofoklesa i Eurypidesa, nie stroniła też od komedii Arystofanesa. W tajemnicy czytała lirykę starogrecką, która na dworze Komnenów uchodziła za niemoralną ze względu na treści erotyczne.
Kiedy miała cztery lata, urodził się jej brat, Jan, w którym cesarz Aleksy upatrzył sobie następcę. Narzeczonemu Anny, Konstantynowi Dukasowi odebrano insygnia władzy cesarskiej, a zaręczyny zerwano. Konstantyn zresztą wkrótce zmarł. A Anna skoro tylko ukończyła trzynaście lat została wydana za Nicefora Bryenniosa (1097). Nicefor otrzymał tytuł cezara, a Anna – cezarissy. Mieli czworo dzieci: Aleksego, Jana, Irenę i jeszcze jedną córkę.

### Walka o tron
Wraz z matką, cesarzową Ireną Dukeną, próbowała wpłynąć na ojca, aby uczynił następcą na tronie jej męża kosztem brata Jana II. Choniates opowiada jak Irena wychwalała zalety męża Anny, jednocześnie piętnując zły charakter i obyczaje syna Jana. Cesarz puszczał jej słowa mimo uszu, a raz miał nawet powiedzieć, że stałby się pośmiewiskiem Rzymian, gdyby przekazał tron nie własnemu synowi, tylko temu Macedończykowi. Czasami z kolei udawał, że zastanawia się nad słowami żony i głęboko je rozważa. Jan, wiedząc o nieprzychylności matki, wszedł w tajemnicy przed nią do komnaty konającego ojca w klasztorze Mangana, upadł przed ojcem na kolana i dyskretnie zdjął mu z palca pierścień z pieczęcią. Za zgodą ojca udał się następnie do Wielkiego Pałacu, gdzie został koronowany przez patriarchę. Kiedy matka dowiedziała się o tym przywołała do siebie Jana i namawiała go, by zrzekł się władzy. Jako że nic nie wskórała u niego udała się do Bryenniosa, by przejął władzę siłą. Wreszcie udała się do łoża męża, by oskarżyć przed nim syna, że jeszcze za życia ojca objął władzę i zmierza do buntu. Nadzieje stronnictwa Anny ostatecznie się nie zrealizowały. Działający energicznie Jan, przy pomocy brata Izaaka, zdołał opanować Wielki Pałac i został proklamowany cesarzem 16 sierpnia 1118 roku.

### Spisek
W rok po śmierci Aleksego Anna stanęła na czele spisku zawiązanego w celu zamordowania i obalenia nowego cesarza i osadzenia na tronie swego męża Nicefora Bryenniosa. Mąż podchodził sceptycznie do jej działań, lojalny wobec Jana II Komnena. W decydującej chwili zwyczajnie uciekł. Nicetas Choniates, jedyne źródło informacji o tym sprzysiężeniu, informuje, że Anna w niewybrednych słowach wyrzucała potem mężowi słabość charakteru. Współczesny Annie, Konstantyn Manasses porównywał ją nie bez powodu z egipską Kleopatrą. Po wykryciu spisku cesarz poniechał zemsty na zamachowcach. W 1118 roku Anna została wraz z matką i siostrą Eudokią pozbawiona majątku i zmuszona do zamknięcia się w klasztorze Matki Boskiej Niepokalanej w północno-zachodniej części Konstantynopola, który ufundowała jej matka Irena. Nicefora Bryenniosa, jako bierną ofiarę manipulacji żony i teściowej, cesarz zatrzymał przy sobie w pałacu. Dzięki tym wydarzeniom miała powstać Aleksjada dzieło historyczne, które zapewniło Annie sławę dziejopisarza bizantyńskiego.

### Ostatnie lata
Ostatnie lata życia Anna spędziła w komnatach przylegających do wspomnianego klasztoru. Jej odosobnienie nie mogło być zupełne skoro w latach 1146-1147 znakomity uczony bizantyński Jan Tzetzes pisał do niej z prośbą o wzięcie go w obronę przed heretykiem z Adrianopola, Turichem. Nie przeszkadzało to Annie skarżyć się na odosobnienie i nienawiść żywioną do niej na dworze cesarskim. W klasztorze skupiła wokół siebie grono uczonych i pisarzy. To właśnie w jej kręgu powstały w tym czasie komentarze do Arystotelesa Michała z Efezu i Eustracjusza z Nicei. W gronie tym Anna oddawała się lekturze dramatu starogreckiego i literatury greckiej w ogóle, a także pisaniu swego dzieła historycznego. W 1137 roku doszła ją w klasztorze wiadomość o śmierci męża. Tuż przed śmiercią została mniszką. Zmarła w zupełnym zapomnieniu, za panowania kolejnego cesarza Manuela II, między rokiem 1153 a 1155, przeżywszy około 70 lat. Już przez swoich współczesnych została uznana za najbardziej wykształconą kobietę w Bizancjum.

## Dzieło

### Źródła i treść
Zamknięta w klasztorze ujście dla swej energii znalazła w pracy dziejopisarskiej. Zapewne zainspirowana niedokończonym dziełem historycznym swojego męża Nicefora Bryenniosa, opisała klasyczną greką dzieje panowania ojca. Utworowi swemu, wzorując się na Iliadzie Homera, nadała tytuł Aleksjada. Dzieło rozrosło się ogromnie w trakcie pisania, zajmując 15 ksiąg. Do pierwszych 10 rozdziałów księgi pierwszej, obejmujących lata 1070–1079, Anna wykorzystała Materiały historyczne męża. Pozostała część Aleksjady jest pracą w pełni oryginalną opartą na dokumentach, własnych obserwacjach i wypowiedziach dostojników bizantyńskich.
Anna miała dostęp do wielu dokumentów, znała oficjalną korespondencję ojca, bulle i traktaty. Wiele usłyszała, jak pisze od rodziców. Korzystała też z autorów zachodnich, co pozwala przypuszczać, że znała również łacinę. Oprócz wartościowych przekazów historycznych, jej dzieło zawiera wiele opowiadań anegdotycznych, jak na przykład historia o Boemundzie, który ze strachu przed Bizantyńczykami podróżował w trumnie, w której dla niepoznaki umieszczono też rozkładającego się koguta. Anegdotycznie opisała również dojście do władzy Roberta Guiscarda. Nie wykazywała szczególnej troski o chronologię, choć myliła się najwyżej o dwa lata.
Anna pozostawiła w Aleksjadzie dokładny opis walk toczonych przez ojca z Normanami w latach 1081–1085 i 1107–1108. Bardzo wnikliwie zrelacjonowała też w księdze dziesiątej i jedenastej losy I krucjaty, motywacje jej przywódców i prostych uczestników, dążących do oswobodzenia grobu Chrystusa. Anna przedstawiła w Aleksjadzie stosunki ojca z Wenecją, Henrykiem IV, papieżami, księstwami łacińskimi, powstałymi na wschodzie w wyniku I wyprawy krzyżowej. Nie pominęła również zagadnień związanych z polityką Aleksego wobec sułtanatów Rumu i Nikei oraz stosunków z Wołochami, Kumanami, Uzami, Raszką i Zetą. Niewiele miejsca poświęciła sprawom  gospodarczym, bardziej interesowały ją problemy religijne i intrygi dworskie.

### Postać Aleksego

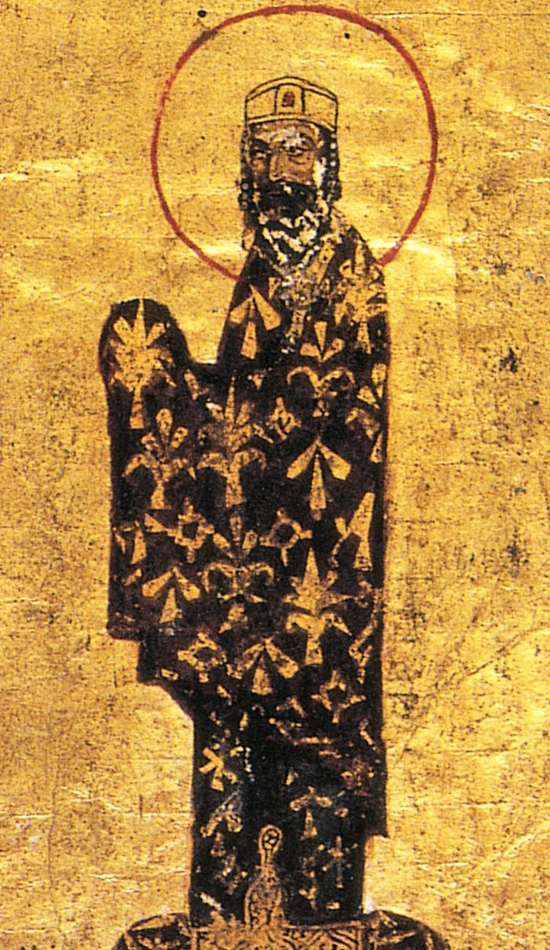
Aleksy I Komnen

Obraz Aleksego jest w Aleksjadzie w zasadzie zawsze taki sam – Anna przedstawiła ojca jako mądrego cesarza, surowego wobec wrogów, dobrotliwego i łaskawego wobec błądzących. Mimo że Anna zobowiązała się mówić tylko prawdę, gotowa w razie potrzeby zganić ojca, nigdzie, w całym jej dziele, nie ma miejsca, w którym wyraziłaby się o nim źle lub oceniła go surowo, nawet wówczas, gdy skazał na męki przywódcę bogomiłów Bazylego. Idealizowała zresztą Aleksego, nie tylko ze względów sentymentalnych, powodowana uczuciami i wspomnieniami. Idealny portret ojca miał też być wzorem dla jego syna Jana i wnuka Manuela, następców, którzy, zdaniem Anny, nie dorośli do kontynuowania jego dzieła.
Okres wczesnej młodości życia Aleksego wypełniają czysto literackie, udramatyzowane opisy jego walk i bohaterskich czynów, mające sugerować czytelnikowi, że od wczesnych lat był on niejako przeznaczony do objęcia władzy w Cesarstwie. Z chwilą wstąpienia Aleksego na tron, Anna usunęła go na drugi plan, w taki jednak sposób, by czytelnik odczuwał, że pozostaje on nadal główną siłą sprawczą kształtującą dzieje państwa. Postać Aleksego powraca ponownie na karty utworu dopiero pod koniec ostatniej księgi, spinając klamrą poświęcone cesarzowi dzieło.

### Kompozycja
Materiał opowiadania Anna Komnena podaje zgodnie z tradycją przyjętą w kronikarstwie bizantyńskim w układzie rocznym, lubuje się jednak w dygresjach i opowiadaniach pobocznych, które stanowią cechę charakterystyczną jej metody pisarskiej. Od dygresji powraca do głównego wątku dzieła za pomocą zgrabnych apostrof w rodzaju: „Ale rumak historii zboczył z głównej drogi, skierujmy go więc do poprzedniego biegu, gdyż stał się niesforny”.
Kompozycja Aleksjady jest zwarta, urozmaicona dygresjami, obrazami wydarzeń rozgrywających się w tym samym czasie gdzie indziej. Autorka przedstawia je w sposób dramatyczny, bądź kontrastowy. Epizody rozrastają się niekiedy w dłuższe, bardzo zajmujące „nowele”, jak opowiadanie o przeprawie Boemunda do Italii w 1105 roku, czy o męczeństwie bogomiła Bazylego.
Anna pisała Aleksjadę jednym ciągiem, bez dłuższych przerw. W końcowej partii dzieła, w konsekwencji tego, uwidacznia się pewien pośpiech. Autorka rezygnuje ze szczegółowego relacjonowania faktów, jakby zmęczona wieloletnią pracą. W tekście występują niekonsekwencje, przeciwstawne twierdzenia, wymagające uzupełnienia czy niezrealizowane zapowiedzi powrotu do poruszonego tematu.
Cechą charakterystyczną pisarstwa Anny Komneny jest też wprowadzenie osoby autorki na karty opowieści. Autorka pozwala towarzyszyć czytelnikowi w pisaniu przez nią dzieła, w śledzeniu jej osobistych nieszczęść. Opowiada jakim ciosem była dla niej niespodziewana śmierć męża: Gdy doszłam do tego miejsca, dostaję zawrotów głowy, oczy wypełniają mi się strumieniami łez. W innym miejscu zauważa: Opowiadania o moich nieszczęściach [...] może poruszą do łez słuchacza, może wzbudzą współczucie nie tylko u istot obdarzonych uczuciem. Czasami niespodziewanie daje znać o sobie, jak chociażby uwagą: Kiedy myślę o tym, przychodzi mi chęć do śmiechu. Uśmiech pojawia mi się na ustach, gdy wodzę piórem przy świetle lampy.

### Charakterystyka postaci
Anna w znakomity sposób charakteryzuje postaci działające na kartach jej opowieści, choć porusza się w ramach obowiązującej w tym zakresie tradycji bizantyńskiej. Wybitne jednostki – cesarze, wodzowie – są u niej zawsze znakomitymi mówcami, bohaterami i koniecznie obrońcami wiary chrześcijańskiej. Ponieważ bohaterstwo cechuje jedynie ludzi ze znakomitych rodów, Anna nieodmiennie wyraża zdziwienie, gdy heroicznego czynu dokonuje jakiś człowiek z gminu. Kobiety, matki, żony z rodu cesarskiego przedstawia jako istoty skromne, kochające i oddane. Wrogów Cesarstwa odmalowuje w czarnych barwach. Łacinnicy zawsze pragną zła, są przewrotni i zmienni, jak bohaterowie z tragedii Eurypidesa. Zgodnie z antycznymi teoriami literackimi harmonizuje też charaktery złych postaci z ich wyglądem zewnętrznym. Poruszając się po wyznaczonym w ten sposób terenie Anna potrafi wyposażyć swych bohaterów w indywidualne cechy wewnętrzne i zewnętrzne. Cesarza Aleksego i jego brata Izaaka porównuje do Orestesa i Pyladesa. Aleksy jest zawsze bohaterem nieustraszonym jak Herakles lub Aleksander Wielki, a jednocześnie jest męczennikiem sprawy, której się poświęcił, człowiekiem znoszącym swój los z chrześcijańską pokorą.

### Język i styl
Aleksjada została napisana językiem starogreckim – dialektem attyckim, który Anna Komnena opanowała w stopniu niemal doskonałym. Na co dzień jednak mówiła średniowiecznym językiem greckim, który rozwinął się na drodze naturalnej ewolucji i bliższy był już w tym czasie nowogreckiemu niż językowi klasycznemu, czy nawet kojne greckiej, z której się wywodził. Mówiono nim również w pałacu cesarskim, o czym świadczą cytowane przez Annę nazwy w języku potocznym, na przykład Uzów, od których wyprowadzała etymologię jeziora Ozolimne, czy przytoczony przez nią ludowy wiersz recytowany na ulicach Konstantynopola w związku z ucieczką Aleksego ze stolicy. Posługując się sztucznym językiem, Anna musiała się więc z konieczności borykać z jego ograniczeniami: ze zbyt małym zasobem słów, ze zmianami znaczeń słów, których zakres znaczeniowy z upływem wieków zawęził się, poszerzył, albo zgoła przesunął. Prowadziło to do licznych niekonsekwencji stylistycznych, frazeologicznych, a nawet gramatycznych z punktu widzenia greki klasycznej. Anna nie rozróżniała między czasownikami prostymi i złożonymi, nadużywając złożonych, chętniej posługiwała się stroną medialną niż aktywną czasowników, używając jej jako aktywnej. Podmiot w mianowniku liczby mnogiej rodzaju nijakiego stale łączyła z orzeczeniem w liczbie mnogiej, zamiast pojedynczej. W zdaniach pobocznych tryb życzący (optativus) mieszała z warunkowym. Konstrukcję genetivus absolutus odnosiła do podmiotu lub przedmiotu zdania. Zaimków wskazujących używała w funkcji zaimków zwrotnych bądź odwrotnie. Przyimków „do”, „w” (ejs, en) używała wymiennie, w sposób charakterystyczny dla ówczesnego języka mówionego.
Charakterystyczne dla stylu Anny jest opuszczanie orzeczeń, duże nagromadzenie synonimów, metafor, superlatywów, porównań zaciemniających miejscami sens wypowiedzi, długie dygresje. Cytaty ze swych ulubionych pisarzy i poetów Anna przytaczała z pamięci, popełniając czasami omyłki. Starając się utrzymać w normach języka klasycznego, czyniła czasami, jakby mimo woli, ustępstwa na rzecz języka żywego, określając raz Turków starożytnym termem Persów, to znów posługując się ich rzeczywistą nazwą; bardzo rzadko używała też na oznaczenie Dunaju starożytnej nazwy „Ister”. Porównania bardzo chętnie czerpała z Iliady i Odysei lub ze Starego Testamentu. Po wzory literackie sięgała do Arystotelesa, Tukidydesa, widać w jej stylu również wpływ lektury Jana Epifanijczyka i Teofilakta Symokatty. Wyraźnie nawiązuje do Materiałów historycznych Nicefora Bryenniosa, Kontynuacji Skylitzesa, Historii Michała Attaliatesa i Kroniki Michała Psellosa.

### Recepcja
Aleksjada była chętnie czytana już za życia autorki, ale z uwagi na długość dzieła, starano się o jego skrócenie. Skrót dzieła (Epitomé) zachował się do czasów obecnych. Dla uprzystępnienia utworu mniej wykształconemu czytelnikowi, w XVIII wieku dokonano jego częściowej parafrazy w języku ludowym. To ona właśnie doczekała się jako pierwsza druku. O poczytności Aleksjady świadczy też kilka zachowanych rękopisów, z których dwa w najlepszym stanie pochodzą z XII stulecia.
Pomimo stronniczości w przedstawieniu jej głównego bohatera i poważnych błędów w chronologii Aleksjada jest nadal podstawowym źródłem do historii Bizancjum opisywanego w niej okresu. Jest również ważnym źródłem do historii pierwszej wyprawy krzyżowej. W szczególności pozwala na przyjrzenie się krucjacie mającej niemały wpływ na politykę cesarstwa z bizantyńskiego punktu widzenia.

## Przekład w języku polskim
- Anna Komnena, Z Aleksjady, przeł. O. Jurewicz, „Meander” 24 (1969), s.83-92.
- Anna Komnena, Aleksjada, Z języka greckiego przełożył, wstępem i przypisami opatrzył Oktawiusz Jurewicz,  T. 1-2. Wrocław 1969–1972. Biblioteka Przekładów z Kultury Antycznej nr 15, 19 (wyd. 2 – 2005).